# NASCAR-Winston-Cup 1977
Der NASCAR-Winston-Cup 1977 begann mit dem Winston Western 500 am 16. Januar 1977 auf dem Riverside International Raceway. 1977 fanden viele neue Teams den Weg in die NASCAR, darunter auch einige Unabhängige.

## Rennkalender
| Datum         | Rennstrecke                          | Sieger          |
| ------------- | ------------------------------------ | --------------- |
| 16. Januar    | Riverside International Raceway      | David Pearson   |
| 20. Februar   | Daytona International Speedway       | Cale Yarborough |
| 27. Februar   | Richmond Fairgrounds Raceway         | Cale Yarborough |
| 13. März      | North Carolina Motor Speedway        | Richard Petty   |
| 20. März      | Atlanta International Raceway        | Richard Petty   |
| 27. März      | North Wilkesboro Speedway            | Cale Yarborough |
| 3. April      | Darlington Raceway                   | Darrell Waltrip |
| 17. April     | Bristol International Speedway       | Cale Yarborough |
| 22. April     | Martinsville Speedway                | Cale Yarborough |
| 1. Mai        | Alabama International Motor Speedway | Darrell Waltrip |
| 7. Mai        | Nashville Speedway                   | Benny Parsons   |
| 15. Mai       | Dover Downs International Speedway   | Cale Yarborough |
| 29. Mai       | Charlotte Motor Speedway             | Richard Petty   |
| 12. Juni      | Riverside International Raceway      | Richard Petty   |
| 19. Juni      | Michigan International Speedway      | Cale Yarborough |
| 4. Juli       | Daytona International Speedway       | Richard Petty   |
| 16. Juli      | Nashville Speedway                   | Darrell Waltrip |
| 31. Juli      | Phoenix International Raceway        | Benny Parsons   |
| 7. August     | Alabama International Motor Speedway | Donnie Allison  |
| 22. August    | Michigan International Speedway      | Darrell Waltrip |
| 28. August    | Bristol International Speedway       | Cale Yarborough |
| 5. September  | Darlington Raceway                   | David Pearson   |
| 11. September | Richmond Fairgrounds Raceway         | Neil Bonnett    |
| 18. September | Dover Downs International Speedway   | Benny Parsons   |
| 25. September | Martinsville Speedway                | Cale Yarborough |
| 2. Oktober    | North Wilkesboro Speedway            | Darrell Waltrip |
| 9. Oktober    | Charlotte Motor Speedway             | Benny Parsons   |
| 23. Oktober   | North Carolina Motor Speedway        | Donnie Allison  |
| 6. November   | Atlanta International Raceway        | Darrell Waltrip |
| 20. November  | Ontario Motor Speedway               | Neil Bonnett    |

## Fahrergesamtwertung
| Platz | Fahrer          | Starts | Siege | Punkte | Geldgewinn |
| ----- | --------------- | ------ | ----- | ------ | ---------- |
| 1     | Cale Yarborough | 30     | 9     | 5.000  | 561,642    |
| 2     | Richard Petty   | 30     | 5     | 4.614  | 406.608    |
| 3     | Benny Parsons   | 30     | 4     | 4.570  | 359.341    |
| 4     | Darrell Waltrip | 30     | 6     | 4.498  | 324.814    |
| 5     | Buddy Baker     | 30     | 0     | 3.961  | 224.847    |